# Municipio de Santa Lucía Monteverde
El municipio de Santa Lucía Monteverde es uno de los 570 municipios del estado mexicano de Oaxaca. Su cabecera es la localidad de Santa Lucía Monteverde. Se localiza en la parte suroeste del estado, en las coordenadas 97° 40′ longitud oeste, 16° 58′ latitud norte y a una altitud de 2480 metros sobre el nivel del mar. Limita al norte con Santa Catarina Yosonotu y Santiago Nuyoo; al sur con San Andrés Cabecera Nueva; al oriente con Putla Villa de Guerrero; al poniente con Chalcatongo de Hidalgo y Santiago Yosondua. Su distancia aproximada a la capital del estado es de 341 kilómetros. La superficie total del municipio es de 160.10 km² y la superficie del municipio con relación al estado es del 0.17 %. 

## Límites municipales
Tiene límites administrativos con los siguientes municipios y/o accidentes geográficos, según su ubicación:
| Noroeste: Santiago Nuyoó       | Norte: Santiago Nuyoó, Santa Catarina Yosonotú |                                                  |
| Oeste: Putla Villa de Guerrero |                                                | Este: Chalcatongo de Hidalgo                     |
|                                | Sur: San Andrés Cabecera Nueva                 | Sureste: Santiago Yosondúa, Santa Cruz Itundujia |

## Historia
Se nombra en honor a la patrona de los cielos y de las modistas. Se desconoce el origen del segundo nombre: Monte Verde; los lugareños le nombran Monte Verde porque  la vegetación de este lugar es de hojas perennifolias por lo que generalmente siempre están verdes sus campos, aunado a esto las lluvias son casi todo el año, por lo tanto siempre se encuentra verde su campiña.
Anteriormente fue una región habitada por mixtecos desde tiempos antes de la colonia, pertenece al reino de Chalcatongo, cuando estos fueron dominados por los aztecas, este territorio pasó a formar parte de ese vasallaje, cuando el imperio mexica fue dominado por los españoles, terminó ese vasallaje, situación a la que se vieron obligados todas las culturas de Mesoamérica, ya que política y económicamente pasaron a formar parte del territorio de Tlaxiaco, aunque este territorio no tuvo una gran población, ni ningún centro urbano de importancia, esto obedece a la gente de la región. Durante la colonia se establecieron comunidades pequeñas en lugares propicios para la agricultura.
Durante la guerra de Independencia, los habitantes de este territorio no tuvieron participación activa y directa en dichos movimientos, por la lejanía con la capital del estado y lugares que fueron escenarios de ese acontecer social, tan importante para la vida de México.
En la época del México Independiente, se desarrolla la vida normal en el municipio, concentrando su vida política en la ciudad de Tlaxiaco por ser la cabecera distrital. En esta época los poderes del estado estuvieron en Tlaxiaco en su peregrinar por la entidad, así como el general Porfirio Díaz, estuvo en esta región combatiendo a las fracciones enemigas de la nación, siendo acompañado por un puñado de mixtecos de Santa Lucía Monte Verde y otros municipios de la región mixteca.
Durante la Revolución Mexicana, hubo pocos hombres de esta lucha, que se sumaron a ese movimiento social, quienes en la región a su manera trataron de establecer los postulados de Zapata y el Plan de Ayala, con relación al campo, tal es el caso de Teófilo López Castro, quien era respetado y sé hacia respetar como líder de ese movimiento agrarista. En 1907 por el decreto presidencial.

## Principales Actividades Económicas y Recursos Naturales
Orografía
Montañosa con profundas ondonadas, donde se desarrollan actividades agrícolas.
Hidrografía
La superficie del municipio es regada por el río grande, el cual en esta zona es joven y presenta ramificaciones que riegan sus aguas gran parte de su territorio, propiciando la actividad agrícola de los habitantes de la región.
Clima
Su clima es frío con un promedio de temperatura de 15-18 °C anual, con lluvias gran parte del año desde los meses de abril a octubre.
Flora
El territorio municipal de Santa Lucía Monte Verde, se compone su flora de coníferas como: pino, ocote, oyamel, encinos, cedros, ayacahuites, entre otras especies, matorrales, especies menores como napales, maguey, peral, manzano, setos, hongos, muzgos, líquenes, cafetales, platanar, aguacateros, malvas, pastos, entre otros más.
Fauna
En relación con la fauna, en el territorio de este municipio conviven venados cola blanca, conejos, mapaches, ardillas, tigrillos, oso hormiguero, tuzas, rata de campo, culebras de varias especies, jabalí, zorras.
Insectos
Mosca verde, zancudo, tabano, escarabajo, descortezador, escarabajo rinoceronte, termitas, mariposas, libélulas, gusano medidor, gusano baboso, hormigas arrieras, avispas, abejas, abejones etc.
Aves: paloma morada, gorrioncillo, gavilán, zopilote, lechuzas, tecolotes, tijerillas, zanates, tordos, golondrinas, pericos, loros, godornices, etc.
Fauna Acuática
Ranas, lombrices, gusano baboso, truchas, chilolos, etc.
Características y Uso del Suelo
El tipo de suelo localizado en el municipio es el cambisol districo en el cual se cultiva café, maguey, nopal, pera, durazno, etc.
Recursos Naturales
La explotación de la medra de pino, oyamel, cedro, encino y otros, así como la tierra dedicada al cultivo para la producción de alimentos básicos.

## Actualidad
Las  principales dificultades que afronta esta comunidad es el problema agrario que persiste entre los poblados de Santa Catarina Yosonotú del distrito de Tlaxiaco y Santa Lucía Monteverde del distrito de Putla Villa de Guerrero, problemática que se ha perpetuado a lo largo del tiempo por las generaciones anteriores. A la fecha las autoridades tanto locales, estatales como federales no han llegado a un acuerdo con la población del lugar para definir los correspondientes límites geográficos, lo que ha causado enfrentamientos que han escalado al extremo de dejar víctimas mortales.